# Phelliactis carlgreni
Phelliactis carlgreni är en havsanemonart som beskrevs av Doumenc 1975. Phelliactis carlgreni ingår i släktet Phelliactis och familjen Hormathiidae. Inga underarter finns listade i Catalogue of Life.